# Бебайн 25
Бебайн 25 (англ. Babine 25) — індіанська резервація в Канаді, у провінції Британська Колумбія, у межах регіонального округу Балклі-Нечако.

## Населення
За даними перепису 2016 року, індіанська резервація нараховувала 112 осіб, показавши зростання на 38,3%, порівняно з 2011-м роком. Середня густина населення становила 231,3 осіб/км².
З офіційних мов обидвома одночасно не володів жоден з жителів, тільки англійською — 115. Усього 10 осіб вважали рідною мовою не одну з офіційних, з них усі — одну з корінних мов.
Працездатне населення становило 35,3% усього населення, рівень безробіття — 66,7%.

## Клімат
Середня річна температура становить 3,2°C, середня максимальна – 18,1°C, а середня мінімальна – -15,9°C. Середня річна кількість опадів – 516 мм.
| Клімат поселення                              | Клімат поселення | Клімат поселення | Клімат поселення | Клімат поселення | Клімат поселення | Клімат поселення | Клімат поселення | Клімат поселення | Клімат поселення | Клімат поселення | Клімат поселення | Клімат поселення | Клімат поселення |
| Показник                                      | Січ.             | Лют.             | Бер.             | Квіт.            | Трав.            | Черв.            | Лип.             | Серп.            | Вер.             | Жовт.            | Лист.            | Груд.            |                  |
| Середній максимум, °C                         | −3,56            | −0,14            | 4,12             | 9,29             | 14,17            | 18,06            | 17,48            | 17,50            | 13,17            | 8,12             | 0,85             | −4,39            |                  |
| Середня температура, °C                       | −9,72            | −6,31            | −2,06            | 3,12             | 8,00             | 11,90            | 14,31            | 14,34            | 10,00            | 4,96             | −2,32            | −7,56            |                  |
| Середній мінімум, °C                          | −15,9            | −12,48           | −8,23            | −3,06            | 1,83             | 5,71             | 11,14            | 11,18            | 6,84             | 1,80             | −5,48            | −10,72           |                  |
| Норма опадів, мм                              | 52               | 32               | 30               | 24               | 39               | 52               | 47               | 44               | 44               | 49               | 52               | 51               |                  |
| Середньомісячна швидкість вітру, м/с          | 1.60             | 1.70             | 1.90             | 2.10             | 2.10             | 2.00             | 1.90             | 1.80             | 1.70             | 1.80             | 1.78             | 1.60             |                  |
| Середньомісячна сонячна радіація, кДж/м²·день | 2131             | 4680             | 9342             | 14560            | 18363            | 19887            | 19180            | 16085            | 10693            | 5469             | 2511             | 1469             |                  |
| --------------------------------------------- | ---------------- | ---------------- | ---------------- | ---------------- | ---------------- | ---------------- | ---------------- | ---------------- | ---------------- | ---------------- | ---------------- | ---------------- | ---------------- |
| Джерело:                                      |                  |                  |                  |                  |                  |                  |                  |                  |                  |                  |                  |                  |                  |